# مقتل سوهاجي جاهان تونو
مقتل سوهاجي جاهان تونو هي جريمة اغتصاب وقتل جماعية راحت ضحيتها الطالبة البنغلاديشية سوهاجي جاهان تونو على يد عدة أشخاص مجهولين.

## تاريخ
كانت تونو طالبة في 19 من العمر تدرس في كلية كوميلا فيكتوريا. كان والدها موظفًا في مجلس إدارة مقاطعة كوميلا. تم العثور على جثة تونو في 20 مارس 2016 في مقاطعة كوميلا. اختفت بينما كانت ذاهبة لأخذ دروس خاصة لدى مدرس خصوصي.

## التحقيقات
تقدم والد تونو بشكاية قضائية في مركز شرطة كوتوالي النموذجي في كوميلا ضد متهمين مجهولي الهوية. أحالت الشرطة القضية إلى فرع المباحث. في 1 أبريل 2016، تم تسليم القضية إلى إدارة التحقيقات الجنائية. ولم يصل التشريح الأولي للجثة الذي أجري في كلية الطب شيتاجونج. إلى عدم وجود دليل على حدوث اغتصاب أو قتل، وقد تم الإعلان عن التقرير في 4 أبريل 2016. خلق التقرير جدلا واسعا. فأمرت المحكمة العليا في بنغلاديش بإجراء تشريح ثانٍ.
تم دفن تونو في ميرزابور، في مراد ناغار، مقاطعة كوميلا.
أثبت التشريح الثاني للجثة الذي أجري في مستشفى كلية الطب في كوميلا عن أدلة على حدوث اغتصاب. حيث وجد اختبار الحمض النووي الذي أجري تحت إدارة التحقيقات الجنائية أدلة على الاغتصاب من خلال اختبار الحمض النووي الذي أجري في مايو 2016. تم العثور على السائل المنوي لثلاثة رجال في الملابس الداخلية للضحية بواسطة مختبر الجريمة في إدارة البحث الجنائي.

## ردرد الفعل
أسفرت جريمة القتل عن احتجاجات حاشدة على مستوى البلاد في بنغلاديش بالإضافة إلى تنديدات جمة على وسائل التواصل الاجتماعي. تجمعت الاحتجاجات في الحرم الجامعي في جميع أنحاء بنغلاديش، فيما بلغ احتجاج اتحاد الطلاب في بنغلاديش إلى مكتب رئيس الوزراء.

## النتيجة
بعد مرور عام على مقتل تونو، لا تزال القضية قيد التحقيق. رغم أنه تم العثور على الحمض النووي الخاص بالرجال الثلاثة، إلا أنه لم يتم القبض على أي متهم حتى الآن كما لم يتم التعرف على هوية أي متهم فيهم.